# حمسة
حَمَسَة (الاسم العلمي Emys)، جنس سلاحف من فصيلة الحمسيات:. متوسطة القد طولها يراوح من 25 إلى 40 سم. الأنواع المعينة لهذا الجنس كتالي:
- Emys orbicularis – حمسة المناقع الأوروبية[5]
- Emys trinacris – حمسة المناقع الصقلية[5][6]
- Emys blandingii – حمسة بلاندينج[5][7]
- Emys marmorata – سلحفاة البرك الغربية[5]
- Emys pallida – حمسة المناقع جنوب غربية[5]